# Zágoni István
Zágoni István (1887–1959) erdélyi magyar újságíró, szerkesztő. Gyermekkorától fogva szoros kapcsolatok fűzték Benedek Elekhez (családjáról mintázta a Falusi bohémeket).

## Életútja, munkássága
1913–15 között a 48-as Függetlenségi Párt hivatalos lapja, Az Újság főszerkesztője. Ebben az időben dolgozza ki Kemény Bélával és adja ki különkiadásban a különböző választójogi törvényjavaslatokat, amelyek a kérdést a nemzetiségeknek Magyarországon belüli súlyát mérlegelve elemzik (A választójog Erdélyben. Kolozsvár, 1913).
1919–25 között a Keleti Újság, 1925–27 között, Paál Árpád főszerkesztősége idején Az Újság felelős szerkesztője, majd újra a Keleti Újság munkatársa, az OMP politikájának támogatója; nemegyszer egykori elvbarátaival szemben játszották ki. Publicisztikája a román hatalom figyelmének előterében állt: a 22 éves kisebbségi időszakban több tucatnyi sajtópere volt. 1940 után Budapestre költözött.
1921-ben Kós Károllyal és Paál Árpáddal közösen kiadja a Kiáltó szó című röpiratot (újraközölve Csatári Dániel utószavával, Budapest, é. n. [1989]. Kapu Könyvek), ebben az ő A magyarság útja c. tanulmánya is megjelenik, amelyben kidolgozza – a gyulafehérvári román nemzetgyűlés határozataira is hivatkozva – a román állam fennhatósága alá került magyarság autonómiájának tervezetét. Az ő elgondolása szerint „az autonómiát helyi önigazgatások alkotnák, magyar közigazgatással és jogszolgáltatással. Demokratikusan választott magyar nemzetgyűlés volna a kisebbség népképviselete. Az érdekeit érintő törvényeknek magyarul is meg kellene jelenniük” (Horváth Sz. Ferenc: i. m. 46). A röpiratban megfogalmazott elveit később Népmozgalmak Erdélyben című (aláíratlan) cikkében is megismételte (újraközölve: A kolozsvári Vasárnap és Vasárnapi Újság. 1921–1925. Szerk. Szabó Zsolt, Kolozsvár, 2006. 344–349).
A „kalákás csoport” tagjaként 1924-ben egyike az Erdélyi Szépmíves Céh alapítóinak. 1923-tól Kolozs megye képviseletében az OMP intézőbizottságának tagja, még abban az évben a sajtóbizottságba is beválasztják. Az 1926-os parlamenti választásokra dolgozza ki az OMP kampánykiadványát (Készüljünk a választásokra. Tudnivalók a városi, falusi és megyei választások lefolyásáról. Kolozsvár, 1926). 1927-től az Erdélyi és Bánsági Kisebbségi Újságírói Szervezet ügyvezető elnöke. A Magyar Párton belül szemben áll a liberálisok felé orientálódó Bernády-csoporttal. 1935-ben államellenes izgatás vádjával hadbírósági eljárást indítanak ellene.
Benedek Elekkel való kapcsolatairól levelezésük tartalmaz értékes adatokat (Benedek Elek irodalmi levelezése. I–IV. Sajtó alá rendezte Szabó Zsolt, Bukarest–Kolozsvár, 1979–2002).